# Congiuntivite allergica
La congiuntivite allergica consiste in un'infiammazione della congiuntiva (membrana mucosa), dovuta a una sensibilità eccessiva a sostanze estranee (allergeni), correlata a una predisposizione genetica. Tutte le forme allergiche mostrano un certo grado d'infiammazione e spesso tendono a ripresentarsi stagionalmente, più frequentemente in primavera e autunno. Esistono varie forme cliniche: congiuntivite allergica stagionale, congiuntivite primaverile, cheratocongiuntivite atopica, congiuntivite giganto-papillare e dermatocongiuntivite da contatto.

## Sintomi e segni
Il prurito o fastidio oculare è il sintomo più comune: ha una durata variabile, ma si verifica soprattutto nei periodi in cui i pollini sono in sospensione nell'aria (ad esempio per gli allergici alle graminacee, ecc.). Inoltre si osserva gonfiore palpebrale, arrossamento oculare, alterazioni nella lacrimazione, appannamento visivo... Spesso chi soffre di congiuntivite ha già altre manifestazioni allergiche: dalla rinite stagionale alla febbre da fieno passando – a seconda dei casi – per l'asma bronchiale, l'orticaria, la dermatite atopica e le intolleranze (ad esempio a determinati cibi). Esistono comunque dei test (ematici oppure prick-test), che consentono – in seguito a eventuale prescrizione medica – di verificare l'effettiva predisposizione allergica di un soggetto.

## Diagnosi
La diagnosi deve essere eseguita da un oculista, che esamina gli occhi con una lampada a fessura. I segni obiettivi caratteristici sono la presenza di papille ipertrofiche sulla congiuntiva tarsale, la secrezione filamentosa e viscosa biancastra, l'ingrossamento dei vasi sanguigni a livello congiuntivale.

## Possibili trattamenti
La congiuntivite allergica si può trattare con risultati variabili. Il carattere allergico rimane per tutta la vita (anche se può cambiare negli anni e si può ridurre mediante terapia desensibilizzante specifica ovvero il cosiddetto “vaccino”). Il trattamento consiste - previa prescrizione medica - nell'uso locale di corticosteroidi, decongestionanti e antistaminici, stabilizzatori dei mastociti, antinfiammatori non steroidei (FANS) e, di supporto, lacrime artificiali in abbondanza.  Inoltre, bisogna rimuovere o evitare, per quanto possibile, gli allergeni responsabili.